# Grossratswahl im Aargau
Die Grossratswahl im Aargau ist die Wahl zum Grossen Rat des Kantons Aargau. Die letzte fand am 20. Oktober 2024 statt.

## Ergebnisse
Bei den Wahlen 1997–2024 zum Grossen Rat erhielten die Parteien folgende Sitzzahlen:
|  | Partei                                      | 1997 | 2001 | 2005 1    | 2009      | 2012 | 2016 | 2020 | Sitzverteilung 2024                                                                                  |
|  | ------------------------------------------- | ---- | ---- | --------- | --------- | ---- | ---- | ---- | --- |
|  | Schweizerische Volkspartei (SVP)            | 47   | 72   | 46 (−1) 2 | 45        | 45   | 45   | 43   | Insgesamt 140 Sitze - Grüne: 10 - SP: 23 - GLP: 11 - EVP: 5 - Mitte: 18 - FDP: 22 - SVP: 48 - EDU: 3 |
|  | Freisinnig-Demokratische Partei (FDP)       | 40   | 40   | 24 (−1) 2 | 20        | 22   | 22   | 21   | Insgesamt 140 Sitze - Grüne: 10 - SP: 23 - GLP: 11 - EVP: 5 - Mitte: 18 - FDP: 22 - SVP: 48 - EDU: 3 |
|  | Sozialdemokratische Partei der Schweiz (SP) | 48   | 36   | 30        | 22 (−2) 4 | 22   | 27   | 23   | Insgesamt 140 Sitze - Grüne: 10 - SP: 23 - GLP: 11 - EVP: 5 - Mitte: 18 - FDP: 22 - SVP: 48 - EDU: 3 |
|  | Christlichdemokratische Volkspartei (CVP)   | 37   | 32   | 26 (+1) 2 | 21        | 19   | 17   | 18   | Insgesamt 140 Sitze - Grüne: 10 - SP: 23 - GLP: 11 - EVP: 5 - Mitte: 18 - FDP: 22 - SVP: 48 - EDU: 3 |
|  | Grüne Partei der Schweiz (GPS)              | 6    | 7    | 7         | 13        | 10   | 10   | 14   | Insgesamt 140 Sitze - Grüne: 10 - SP: 23 - GLP: 11 - EVP: 5 - Mitte: 18 - FDP: 22 - SVP: 48 - EDU: 3 |
|  | Grünliberale Partei (glp)                   | 0    | 0    | 0 (+1) 2  | 5 (+2) 4  | 8    | 7    | 13   | Insgesamt 140 Sitze - Grüne: 10 - SP: 23 - GLP: 11 - EVP: 5 - Mitte: 18 - FDP: 22 - SVP: 48 - EDU: 3 |
|  | Evangelische Volkspartei (EVP)              | 8    | 8    | 7         | 6         | 6    | 6    | 6    | Insgesamt 140 Sitze - Grüne: 10 - SP: 23 - GLP: 11 - EVP: 5 - Mitte: 18 - FDP: 22 - SVP: 48 - EDU: 3 |
|  | Eidgenössisch-Demokratische Union (EDU)     | 1    | 0    | 0         | 2         | 2    | 2    | 2    | Insgesamt 140 Sitze - Grüne: 10 - SP: 23 - GLP: 11 - EVP: 5 - Mitte: 18 - FDP: 22 - SVP: 48 - EDU: 3 |
|  | Bürgerlich-Demokratische Partei (BDP)       |      |      |           | 4         | 6    | 4    |      | Insgesamt 140 Sitze - Grüne: 10 - SP: 23 - GLP: 11 - EVP: 5 - Mitte: 18 - FDP: 22 - SVP: 48 - EDU: 3 |
|  | Schweizer Demokraten (SD)                   | 7    | 4    | 0         | 2         | 0    |      |      | Insgesamt 140 Sitze - Grüne: 10 - SP: 23 - GLP: 11 - EVP: 5 - Mitte: 18 - FDP: 22 - SVP: 48 - EDU: 3 |
|  | Auto-Partei (AP)                            | 4    | 1    | 0         | 0         | 0    |      |      | Insgesamt 140 Sitze - Grüne: 10 - SP: 23 - GLP: 11 - EVP: 5 - Mitte: 18 - FDP: 22 - SVP: 48 - EDU: 3 |
|  | Landesring der Unabhängigen (LdU) 3         | 2    |      |           |           |      |      |      | Insgesamt 140 Sitze - Grüne: 10 - SP: 23 - GLP: 11 - EVP: 5 - Mitte: 18 - FDP: 22 - SVP: 48 - EDU: 3 |
|  | Sozial-Liberale Bewegung (SLB)              |      |      |           |           | 0    | 0    |      | Insgesamt 140 Sitze - Grüne: 10 - SP: 23 - GLP: 11 - EVP: 5 - Mitte: 18 - FDP: 22 - SVP: 48 - EDU: 3 |
|  | Lösungsorientierte Volksbewegung (LOVB)     |      |      |           |           |      | 0    | 0    | Insgesamt 140 Sitze - Grüne: 10 - SP: 23 - GLP: 11 - EVP: 5 - Mitte: 18 - FDP: 22 - SVP: 48 - EDU: 3 |

## Teilnehmende Parteien der Wahl vom 23. Oktober 2016
Es traten elf Parteien bzw. Gruppierungen zur Wahl an:
- 01 SVP – Schweizerische Volkspartei
- 02 FDP.Die Liberalen und Jungfreisinnige
- 03 SP – Sozialdemokratische Partei, Juso und Gewerkschaften
- 04 CVP – Christlichdemokratische Volkspartei
- 05 Grüne
- 06 glp – Grünliberale Partei
- 07 BDP – Bürgerlich-Demokratische Partei
- 08 EVP – Evangelische Volkspartei
- 09 EDU – Eidgenössisch-Demokratische Union
- 10 SLB – Sozial-Liberale Bewegung
- 11 LOVB – Lösungs-Orientierte Volks-Bewegung

## Teilnehmende Parteien der Wahl vom 21. Oktober 2012
Es traten 13 Parteien bzw. Gruppierungen zur Wahl an:
- 01 SVP – Schweizerische Volkspartei
- 02 SP – Sozialdemokratische Partei, JUSO und Gewerkschaften
- 03 CVP Aargau – Christlichdemokratische Volkspartei
- 04 FDP – FDP.Die Liberalen und Jungfreisinnige
- 05 Grüne
- 06 EVP – Evangelische Volkspartei
- 07 glp – Grünliberale Partei Aargau
- 08 BDP – Bürgerlich-Demokratische Partei des Kantons Aargau
- 09 EDU – Eidgenössisch-Demokratische Union
- 10 SD – Schweizer Demokraten Liste
- 11 PP – Piratenpartei
- 12 SLB – Sozial-Liberale Bewegung
- 13 igg – www.ig-grundeinkommen.ch

## Teilnehmende Parteien der Wahl vom 8. März 2009
Es traten 14 Parteien bzw. Gruppierungen zur Wahl an:
- 01 SVP – Schweizerische Volkspartei
- 02 SP – Sozialdemokratische Partei, JUSO und Gewerkschaften
- 03 CVP – Christlichdemokratische Volkspartei
- 04 FDP – FreisinnigDemokratische Partei und Jungfreisinnige Partei
- 06 Grüne
- 06 EVP – Evangelische Volkspartei
- 07 SD – Schweizer Demokraten/Nationale Aktion
- 08 EDU – Eidgenössisch-Demokratische Union
- 09 BDP – Bürgerlich-Demokratische Partei
- 10 UNS – United Nations of Switzerland 14 FA + AG – Freiheitliche Arbeiterpartei des Kantons Aargau
- 11 GLP – Grünliberale Partei Aargau
- 12 Namenlose, parteilose, alternative Kandidatur
- 13 L+ – Bremgarten L plus